# Kéri Katalin
Ambrus Attiláné Kéri Katalin (Dunaújváros, 1966. január 4.) neveléstörténész, író, tanszékvezető egyetemi tanár.

## Élete

### Tanulmányok
1984-1989 között a Janus Pannonius Tudományegyetem történelem-orosz szakán tanult, ahol 1989-ben szerzett középiskolai tanári diplomát. Eközben két évig a Pedagógia Tanszék demonstrátora volt. 1993-ban doktorált történelemből a Janus Pannonius Tudományegyetemen, summa cum laude minősítéssel. 1995-ben tananyagfejlesztő távoktatási szakértői oklevelet szerzett a JPTE-en.
1994-1996 között a JPTE Modernkori Történeti Tanszéke „Európa és a magyarság a 19-20. században” doktori iskola doktorandusza. 1997-ben szerzett PhD fokozatot summa cum laude minősítéssel, PhD értekezésének témája: Magyar nők a dualizmus korában, 1867-1914 között 2004-ben habilitált a Debreceni Egyetem Bölcsészettudományi Karán. 
Orosz nyelvből felsőfokú, francia és spanyol nyelvből középfokú C, angolból alapfokú B típusú nyelvvizsgával, latinból egyetemi záróvizsgával rendelkezik, olvas portugál nyelven is. Jelenleg arabul tanul.

### Munkahely
2021 óta a Soproni Egyetem Benedek Elek Pedagógiai Karának, 2020 óta a szlovákiai Selye János Egyetem Tanárképző Karának professzora. 1989-től 2022-ig a Pécsi Tudományegyetem (korábban JPTE) Tanárképző Intézetében (2004-től Neveléstudományi Intézet) dolgozott. 1989-1993 között egyetemi tanársegéd, 1993-1997 között egyetemi adjunktus, 1997-től egyetemi docens, 2010-től egyetemi tanár. 
2004-től a Nevelés- és Művelődéstörténeti Tanszék vezetője, 2012-től a PTE BTK „Oktatás és Társadalom” Doktori Iskolájának törzstagja és vezetője volt. Oktatási területe nevelés- és művelődéstörténetet.

### Tudományos tevékenység
9 könyv, több mint kétszáz tanulmány, könyvfejezet, több egyetemi jegyzet és több tucat egyéb publikáció szerzője, több kötet szerkesztője. A magyar mellett több francia, angol, német és spanyol nyelvű tanulmányt publikált. Műveire több mint 950 független hivatkozás történt.
Közel hatvan hazai és nemzetközi konferencián szerepelt francia, spanyol és angol nyelvű előadásokkal.

### Külföldi ösztöndíjak, vendégtanári meghívások
Több mint 12 hónapnyi időt töltött külföldi egyetemeken és kutatóhelyeken.
- 1992: TEMPUS ösztöndíj – Madridi Autonóm Egyetem (egy félév)
- 1994: Svédország, Scienter (Bologna)
- 1995: tanulmányút – Madridi Távoktatási Központ, Madridi Autonóm Egyetem, Salamancai Egyetem Tanárképző Kara.
- 1997: Magyar Ösztöndíj Bizottság – Madridi Autonóm Egyetem (egy félév)
- 1999: vendégoktató a Salamancai Egyetemen
- 2004: vendégtanár a Rouen-i Egyetemen (egy hónap)
- 2005: Madridi kutatóút

### Részvétel tudományos, egyetemi és társadalmi testületekben
2012 óta tagja az MTA Pedagógiai Bizottságának és a HERÁ-nak. 1999-től az MTA Pedagógiai Bizottsága Neveléstörténeti Albizottságának tagja, 2003-tól titkára (2014-ig újraválasztva). 2004-től 2011-ig az MTA Magyar-Spanyol Történész Vegyesbizottságának tagja volt. 1998 óta tagja az MTA köztestületének, 1995-2011 között az MTA-PAB Pedagógiai, 2006-2011 között a Balkán Munkabizottság tagja volt, 2009-től az MTA PAB Ibéro-Amerikai Munkabizottságának tagja. 1999-2008 között az MTA-PAB Filozófiai és Történeti Szakbizottságának titkára volt. 2006-ban kezdeményezte az MTA PAB Neveléstörténeti Munkabizottságának megalapítását, melynek a kezdetektől az elnöke, 2014-ig újraválasztva.
2003-tól szerkesztőségi tagja a Neveléstörténet című folyóiratnak, 2007-2011 között a Képzés és Gyakorlat-nak, (2009-től szaklektora). 2004-től 2006-ig a Revista Aula című spanyolországi folyóirat, 2009-től a Penser de l'Éducation című francia folyóirat, 2003-2004 között a Pedagógusképzés szerkesztőbizottságának tagja, 2007-ben az Educatio egyik számának vendégszerkesztője volt.
2012 óta tagja az ISCHE Standing Working Group Gender and Education csoportjának, mely a nőnevelés történetével foglalkozó kutatók nemzetközi fóruma.
2005-2006-ban elnöke a GRULA (Magyarországra Akkreditált Latin-Amerikai Nagykövetek Tanácsa) tudományos zsűrijének. 2008 óta külső szakértője az ENSZ Civilizációk Szövetsége (Alliance of Civilizations) Nemzeti programja kidolgozásának.
1991-1995 és 2000-2006 között a PTE Neveléstudományi Intézet (korábban TKI) külügyi koordinátora, a TEMPUS, majd az ERASMUS diák- és tanárcsere kapcsolatok felelőse, a PTE Külügyi Bizottságának és az Európa Bizottságnak a tagja. 2004-től a PTE BTK Minőségbiztosítási Bizottságának a tagja.
1992 óta tagja a Pécsi Magyar-Spanyol Baráti Társaságnak, 1992-2001 között a Tanárképzők Szövetségének, 1993-2000 között a Hajnal István Körnek.

### Tudományos ösztöndíjak, pályázatok
2006-ban 2 éves időtartamra elnyerte az MTA Bolyai János Ösztöndíját.
2006-ban egyik vezetője a PTE BTK NI-ben a HEFOP tananyagfejlesztési pályázatának. 
Témavezetőként 2000-2002 között elnyert egy Ifjúsági OTKA pályázatot, részt vevő kutatóként több OTKA pályázatban is közreműködött.

## Kötetei (válogatás)
- A sokoldalú ember Szöveggyűjtemény; szerk. Kéri Katalin, Ambrus Attila József; Calibra, Bp., 1995
- A tudás kapui; szerk. Kéri Katalin; Tárogató, Bp., 1995
- Szárnyaljon a képzeleted! Feladatgyűjtemény; szerk. Kéri Katalin, Ambrus Attila József; Calibra, Bp., 1996
- Távoli tájak, ismeretlen gyerekek / szerk., magyarázó szövegekkel ell. Kéri Katalin. Pécs : JPTE Tanárképző Int., 1997.
- Mi a neveléstörténet? : a diszciplína múltja, jelene és jövője / írta Kéri Katalin ; [közread. a] JPTE Tanárképző Intézet. Pécs : Janus Pannonius Tudományegyetem (Pécs). Tanárképző Intézet, 1997.
- Pedagógusetika - kódex és kommentár / szerk. Hoffmann Rózsa ; [írták Ambrus Attiláné Kéri Katalin et al.] 3. kiad. Budapest : Nemz. Tankvk., 1997.
- Ezerszínű világ. Dolgozatok a neveléstörténet köréből; szerk., bev. Kéri Katalin; PTE Tanárképző Intézet, Pécs, 2000 (Mozaikok a nevelés történetéből)
- Muszlim művelődéstörténeti előadások / szerk. Tüske László, írók közt Major Balázs, Kéri Katalin et al. Pécs : Iskolakultúra [Szerkesztősége], 2001.
- Bevezetés a neveléstörténeti kutatások módszertanába; Műszaki, Bp., 2001 (Kutatás-módszertani kiskönyvtár)
- Nevelésügy a középkori iszlámban / Kéri Katalin. Pécs : Iskolakultúra, 2002.
- Holdarcú, karcsú ciprusok ők a középkori iszlámban; Terebess, Bp., 2003
- A csend útja; Kódex Ny., Pécs, 2004
- Tananyagok a pedagógia szakos alapképzéshez; szerk. Bárdossy Ildikó, Forray R. Katalin, Kéri Katalin; Bölcsész Konzorcium, Bp., 2006
- Decemberi csillagok; Kódex, Pécs, 2007
- Hölgyek napernyővel. Nők a dualizmus kori Magyarországon, 1867-1914; Pro Pannónia, Pécs, 2008 (Pannónia könyvek)
- Jelenlét; szerk. Werlingné Forrai Márta, Ambrusné Kéri Katalin; Médium '96 Kft., Pécs, 2008
- Nevelés és művelődés Hispániában : történelmi tanulmányok / Kéri Katalin ; [... az SZTE Történettudományi Doktori Iskola Modern kori Programja és a PTE Interdiszciplináris Doktori Iskola Újkortörténet és Modern kori Történet Programja együttműködésével jelent meg]. Pécs-Szeged, 2009.
- Lánynevelés és női művelődés az újkori Magyarországon Akadémiai doktori értekezés tézisei; PTE BTK, Pécs 2010
- Allah bölcsessége : bevezetés az iszlám középkori nevelés- és művelődéstörténetébe / Kéri Katalin. Pécs : Pro Pannonia, 2010
- Adatok és művek a nem nyugati kultúrák neveléstörténetének kutatásáról. Historiográfiai áttekintés; Pécsi Tudományegyetem Bölcsészettudományi Kar Neveléstudományi Intézet, Pécs, 2015
- Az európai pedagógusképzés metszetei. Tanulmánykötet; szerk. Kéri Katalin; PTE BTK Neveléstudományi Intézet, "Oktatás és Társadalom" Neveléstudományi Doktori Iskola, Pécs, 2015
- Női élet, leánynevelés az újkorban. Válogatott tanulmányok; Gondolat, Bp., 2015

## Kitüntetések
- 2007-ben az OTDT Elnöksége Mestertanár Aranyéremmel jutalmazta.
- 2005-ben elnyerte a GRULA (Magyarországra Akkreditált Latin-Amerikai Nagykövetek Tanácsa) Premio Latinamericano díját.
- 2003-ban a „Nevelésügy a középkori iszlámban” című könyve a PTE-n elnyerte az Év publikációja címet.
- 2001-ben az OTDT Elnöksége Tudással Magyarországért jubileumi emléklappal és plakettel tüntette ki.
- 1999-ben elnyerte a Magyar Tudományos Akadémia Pécsi Akadémiai Bizottsága Ifjúsági Tudományos Díját.
- 1998-ban Vilmon Gyula-nívódíjban részesült.
- 1993-ban és 1995-ben az OTDK-n kiemelkedő eredményt elért diákjai felkészítéséért dékáni és miniszteri elismerésben részesült.

## Hobbijai
Szabadidejében novellaírással, műfordítással, tájképfestéssel foglalkozik, hobbija a nyelvtanulás, utazás, kirándulás. Az 1990-es évek közepe óta tagja a Magyar Elektronikus Könyvtár Egyesületnek.